# Atlantisch orkaanseizoen 1973
Het Atlantisch orkaanseizoen 1973 duurde van 1 juni 1973 tot 30 november 1973. Tropische cyclonen die buiten deze seizoensgrenzen ontstaan, maar nog binnen het kalenderjaar 1973, worden ook nog tot dit seizoen gerekend.